# هيلين ميلر شيبرد
هيلين ميلر شيبرد (بالإنجليزية: Helen Miller Shepard) هي فاعلة خير أمريكية، ولدت في 20 يونيو 1868 في مانهاتن في الولايات المتحدة، وتوفيت في 21 ديسمبر 1938 في Roxbury, New York ‏ في الولايات المتحدة.